# Chorizopes
Genre
Chorizopes est un genre d'araignées aranéomorphes de la famille des Araneidae.

## Distribution
Les espèces de ce genre se rencontrent en Asie du Sud, en Asie de l'Est, en Asie du Sud-Est et à Madagascar.

## Liste des espèces
Selon World Spider Catalog (version 25.5, 22/07/2024) :
- Chorizopes albus Mi, Wang & Peng, 2016
- Chorizopes anjanes Tikader, 1965
- Chorizopes antongilensis Emerit, 1997
- Chorizopes calciope (Simon, 1895)
- Chorizopes casictones Kallal & Hormiga, 2019
- Chorizopes congener O. Pickard-Cambridge, 1885
- Chorizopes dicavus Yin, Wang, Xie & Peng, 1990
- Chorizopes frontalis O. Pickard-Cambridge, 1871
- Chorizopes goosus Yin, Wang, Xie & Peng, 1990
- Chorizopes jianfengensis Gan, Wang & Mi, 2020
- Chorizopes kastoni Gajbe & Gajbe, 2004
- Chorizopes khandaricus Gajbe, 2005
- Chorizopes khanjanes Tikader, 1965
- Chorizopes khedaensis Reddy & Patel, 1993
- Chorizopes liae Gan, Wang & Mi, 2020
- Chorizopes longus Mi, Wang & Peng, 2016
- Chorizopes madagascariensis Emerit, 1997
- Chorizopes mucronatus Simon, 1895
- Chorizopes nipponicus Yaginuma, 1963
- Chorizopes pateli Reddy & Patel, 1993
- Chorizopes quadrituberculata Roy, Sen, Saha & Raychaudhuri, 2014
- Chorizopes rajanpurensis Mukhtar & Tahir, 2013
- Chorizopes shimenensis Yin & Peng, 1994
- Chorizopes stoliczkai O. Pickard-Cambridge, 1885
- Chorizopes trimamillatus Schenkel, 1963
- Chorizopes tumens Yin, Wang, Xie & Peng, 1990
- Chorizopes yinae Gan, Wang & Mi, 2020
- Chorizopes yui Mi & Li, 2021
- Chorizopes zepherus Zhu & Song, 1994

## Systématique et taxinomie
Ce genre a été décrit par O. Pickard-Cambridge en 1871 dans les Epeiridae. Il est placé dans les Araneidae par Levi et Levi en 1962.

## Publication originale
- O. Pickard-Cambridge, 1871 : « On some new genera and species of Araneida. » Proceedings of the Zoological Society of London, vol. 1870, p. 728-747 (texte intégral).